# Zára
Zára (horvátul: Zadar, olaszul: Zara, latinul: Iader) város Horvátországban, Dalmácia fővárosa.

## Földrajza

### Fekvése
Az Adriai-tenger partján, egy földnyelven fekszik. Jelentős kikötőváros, a róla elnevezett és az Ugljan és Pasman szigetek által az Adriai-tengertől elzárt csatorna mellett.

### Éghajlata
A napsütéses órák száma magas. Évente átlagosan mintegy 880 mm csapadék szokott lehullani, a nagyobb része ősszel. 2017. szeptember 11-én 24 óra alatt összesen 323 mm csapadék hullott, ami villámárvizet okozott a városban és környékén.
| Hónap                                                    | Jan. | Feb. | Már. | Ápr. | Máj. | Jún. | Júl. | Aug. | Szep. | Okt. | Nov. | Dec. | Év   |
| -------------------------------------------------------- | ---- | ---- | ---- | ---- | ---- | ---- | ---- | ---- | ----- | ---- | ---- | ---- | ---- |
| Átlagos max. hőmérséklet (°C)                            | 10,8 | 11,3 | 13,6 | 16,6 | 21,3 | 25,2 | 28,2 | 28,2 | 24,3  | 20,0 | 15,1 | 11,9 | 18,9 |
| Átlagos min. hőmérséklet (°C)                            | 4,3  | 4,3  | 6,3  | 9,3  | 13,5 | 17,0 | 19,3 | 19,3 | 16,0  | 12,5 | 8,3  | 5,5  | 11,3 |
| Átl. csapadékmennyiség (mm)                              | 73   | 63   | 64   | 70   | 65   | 54   | 30   | 50   | 104   | 107  | 106  | 95   | 879  |
| Havi napsütéses órák száma                               | 115  | 147  | 186  | 207  | 276  | 303  | 350  | 322  | 246   | 183  | 123  | 109  | 2567 |
| Forrás: Croatian Meteorological and Hydrological Service |      |      |      |      |      |      |      |      |       |      |      |      |      |

## A városi község (járás) települései
Babindub, Brgulje, Crno, Ist, Kožino, Mali Iž, Molat, Olib, Petrčane, Premuda, Rava, Silba, Veli Iž, Zára (Zadar) és Zapuntel.

## Nevének eredete
A város neve az ősi indoeurópai nyelvre megy vissza, melyben az ieudh szó háborgást, hullámzást jelöl. Ebből fejlődött a görög Iader, amit a rómaiak is átvettek; innen került az olaszba Zara alakban. A magyar nyelv ezt vette át, míg a horvátok a latinból kölcsönözték, és a nyelvükben Zadar névvé alakult át.

## Címere
Zára címere egy vitézt ábrázol fekete lovon, arany páncélban, sisak nélkül. A címert aranyszegély veszi körül. A vitéz fekete hajú, és a feje körül a szentekre jellemző aranyaura van. A bal kezében pajzsot tart, a jobb kezében lándzsát zászlóval. A zászlón és a pajzson a templomosok vörös keresztje látható. A  ló ugrás közben van ábrázolva, az első lábak a levegőben vannak. A címer alja a tengert jelképező kék színű, a vár fehér, míg az égbolt vörös. Ez a színsorozat megegyezik a horvát zászló színeivel.

## Története

### A Római Birodalom előtti és alatti időkben

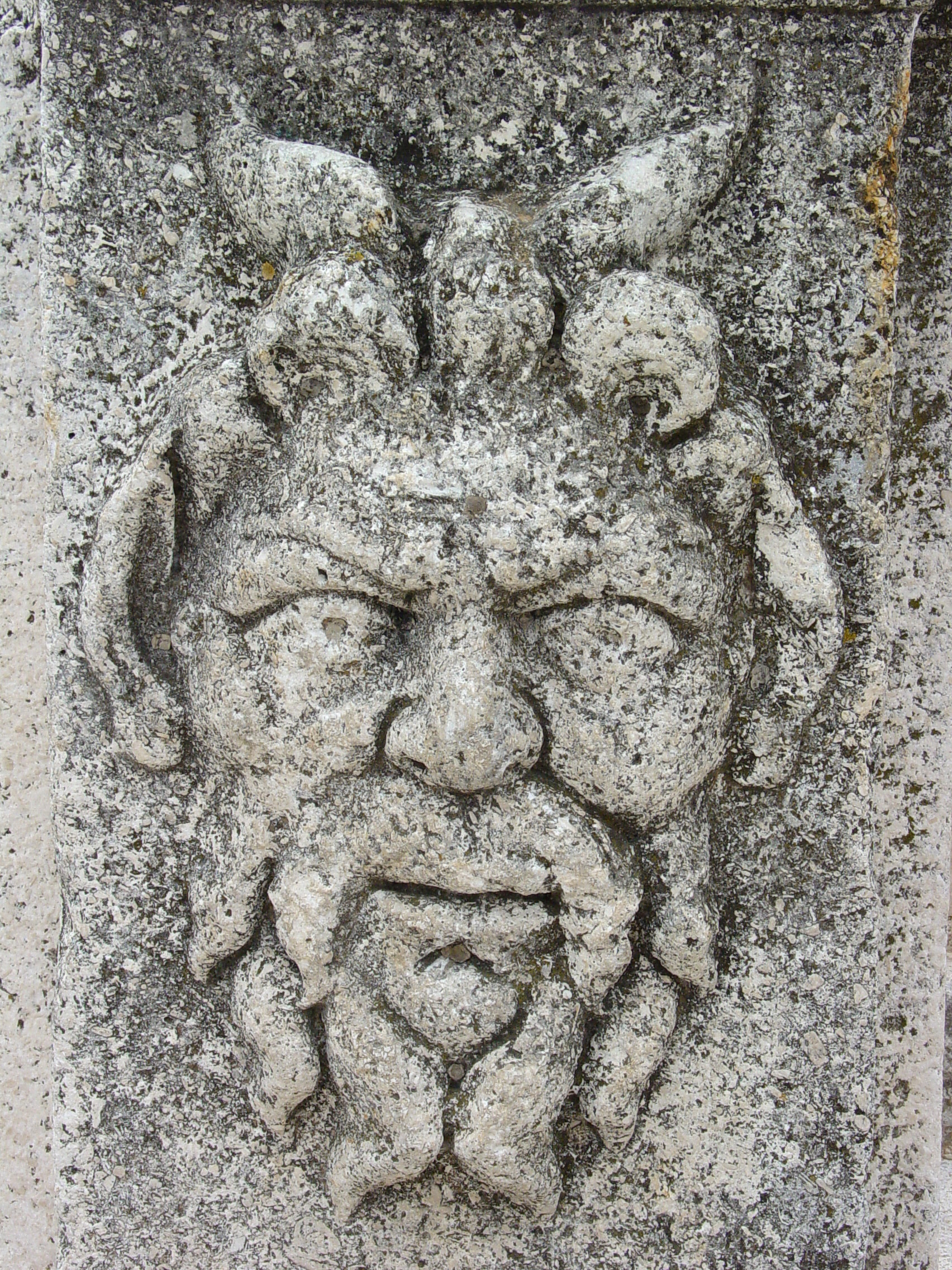
Római dombormű a Szent Donát-templomban

A terület már a történelem előtti időkben is lakott volt. A kőkorszakból is vannak leletek. A mai Zára mellett találtak lakott területeket az Arbanas és a Puntamika helyeken. Az illírek előtt ezen a helyen egy mediterrán népcsoport élt, akik az óindoeurópai nyelvet beszélték, akiket jadernek vagy jadrának hívtak.
Az illír település megépülését az i. e. 9. századra teszik. Itt alapították meg Libur települést, amely a tenger révén kereskedett más közösségekkel. A jaderek első emléke egy i. e. 384-ből származó egy görög íráson szerepel, ahol Szkilaksz Szkarianderisz görög földrajzíró tesz róluk említést. A görög telepesek a mai Hvaron megalapították Faros települést, a szárazföldi illíreket azonban nem tudták legyőzni.
Az i. e. 2. század közepén a zárai területet a rómaiak foglalták el, és i. e. 48-ban megalapította Julia Jader kolóniát, amit katonai állomáshelyként használtak.
Jaderben 5 partmenti és valamivel több keresztutca volt, amelyet geometriai alapon alakítottak ki. A nyugati részen állt a főtér, a római fórum.

### Középkorban
A várost az 5. században számost barbár támadás érte, és a keleti gótok uralma alá került. Ebben Zára az időszakban elszegényedett, emiatt a város rommá vált. A városban a 4. és 6. század között elterjedt a kereszténység, a 6. századra már püspöke is volt. Új központot is kialakítottak a fórumtól északra, ahol egy bazilikát építettek. 537-ben a Bizánci Birodalom része lett. A 7. században szlávok és avarok telepedtek le a környékre. Ebben az időszakban Zára újra megerősödött és 1918-ig a „Dalmácia fővárosa” címet viselte.
A 9. század elején a várost a diplomata és püspök Donát ill. Zadar hercege, Pál képviselte, amelyet a Frank Birodalom és a Bizánci Birodalom küzdőtere volt. A frankok el is foglalták a várost, azonban a 812-es aacheni békében Bizánc része lett. Bizánc alatt Dalmácia nem volt egységes, a városi közigazgatás nem terjedt tovább a város és néhány környékbeli falunál.
A középkori Zadart Velence hosszú éveken át ostromolta. A Horvát Királyság megalakulásával erőteljes politikai nyomás volt a helyi horvátok részéről, hogy átvegyék a város vezetését. A 10. században már a város neve horvát alakban szerepelt, amely igazolta, hogy a város összes fontosabb pozícióját horvátok foglalták el. A záraiak a Madius arisztokrata család (horvátul: Madijevac) vezetésével elszakadtak Bizánctól. 1069-ben IV. Krešimir horvát király saját királyságához csatolta a várost, majd a horvát királyok kihalásával 1105-ben Kálmán király hadjárata során katonai beavatkozás nélkül kiegyezett a várossal, amely elismerte a magyar király uralmát és a magyar uralkodó politikai központjává vált. Kálmán ezután ünnepélyesen bevonult a városba, majd adományokat és ajándékokat tett. Kálmán látogatásának emlékét őrzi a Kálmán által építtetett zárai Szűz Mária monostor harangtornyán mai napig látható latin felirat, amely magyarul a következőképpen hangzik:
Urunk Jézus Krisztus megtestesülésének 1105. évében. A győzelmet követően és a béke Istentől elnyert jutalma után, miután bevonult Zárába, Kálmán Magyarország, Horvátország és Dalmácia királya, saját költségén építtette és emeltette Szűz Máriának ezt a tornyot.
Miután Könyves Kálmán elhunyt, 1116-ban Velence elfoglalta Zárát, és egészen 1181-ig tartotta uralma alatt tartotta a várost. Miközben a közép- és észak-dalmáciai területek 1136 után közel harminc évre visszakerültek a Magyar Királyság uralma alá, Zára fölött érvényesült a velencei befolyás. Mivel Zára püspöksége a magyar befolyás alatt lévő spliti érsek egyházi fennhatósága alá esett, ezért velencei nyomásra 1154-ben a város érseki rangra emelkedett, de így is alárendelt helyzetbe került, ugyanis szintén velencei nyomásra az érsekséget a gradói pátriárka felügyelete alá rendelte IV. Adorján pápa. Az újonnan létrejött érsekség alá a Kvarner-öbölben található, szintén velencei uralom alatt álló püspökségek kerültek.
A város számára előnyösebb volt lazább magyar uralom a szigorú és kereskedelmi vetélytársnak számító Velencével szemben, így a 12. század végén, majd a 13. és a 14. század során is többször fellázadt a velencei uralommal szemben. Amikor III. Béla 1181-ben annak a katonai eseménysorozatnak a részeként, amikor az 1167-ben bizánci hatalom alá került korábbi dalmáciai területek újra magyar korona befolyása alá kerültek hatalma alá hajtotta Zárát, egy ilyen városi lázadás támogatását élvezte. Velence hamarosan megpróbálta visszaszerezni a várost, ám 1193-ban nem járt sikerrel, egészen a negyedik keresztes hadjáratig. 1202. november 24-én keresztes seregek foglalták el a várat, ellentételezésként azért, hogy Velence anyagilag és tengeri szállítással biztosította volna a következő keresztes háború hátterét. A pápa kiátkozott mindenkit, aki a kétes ostromban részt vett. II. András 1217-ben keresztes hadjáratot vezetett, és azért, hogy a velenceiek átszállítsák a Szentföldre őt és seregét, lemondott Zárára vonatkozó igényeiről (elzálogosította a várost Velencének).
Amikor IV. Béla a tatárjárás elől menekülve Dalmáciába jutott 1242-ben, a zárai polgárok a király jelenlétét kihasználva újra fellázadtak a velencei hatalom ellen, és a város időlegesen újra magyar befolyás alá került. 1243 júniusában Velence ismét elfoglalta Zárát, majd 1244-ben békét kötött a magyar uralkodó és Velence, amelynek eredményeként a 13. században a város Velence birtokában maradt.
Károly Róbert 1311 első felében, amikor Velencével került konfliktusba. Sokadszor is elfoglalta Zárát, és Subić Mladent tette meg a várgrófnak. Katonákat azonban — éppen a Csákokkal kirobbant ellenségeskedés miatt — nem tudott küldeni neki. Ezért (1313-ban?) kompromisszumot kötött Velencével: Zára grófja velencei lesz, de megmaradt a magyar király névleges fennhatósága. Mladen ezután garázdálkodni kezdett a térségben.
1345-ben újra a magyar királynak hódolt, de 1346. július 1-jén, Nagy Lajos csatavesztése után ismét Velencéé lett. 1357 áprilisában brentai győzelme után újra Nagy Lajos vette be, amit az 1358-as zárai béke szentesített. 1396-ban a domonkos-rendiek megalapították a város egyetemét.
1403. augusztus 5-én itt koronázták magyar királlyá a trónkövetelő Nápolyi Lászlót. 1409. július 9-én Nápolyi László eladta 100 000 dukátért a várost Velencének, és a városiak ellenállásának dacára évszázadokig velencei kézen is maradt. Ezzel együtt Zára maradt Dalmácia kulturális központja. Ebben az időben született az egyik legismertebb horvát szobrász, Juraj Matejev Dalmatinac, a sibeniki katedrális több szobrának faragója is.

### Újkorban
A 16. és 17. században a törökök sokszor ostromolták a várost, ezért a városfalat megerősítették. Ekkor építették fel az új erődöt és az új elővárost, a Szent Mártont. 40 éven át Zárának volt a Velencei Köztársaságban a legnagyobb erődrendszere: várárok, bástya, csatorna.
A városi irodalmi élet e nehéz időszakban fellendült. Számos horvát irodalmár ekkor írta híres műveit: Jerolim Vidolić, Petar Zoranić, Brne Karnarutić, Juraj Baraković, Šime Budinić.
1797-től a Habsburg Birodalom része lett 8 évig, majd Napóleon kapta meg Velencével, Isztriával együtt. A francia uralom 1806 februárjától 1813 decemberéig tartott. Ebben a rövid időszakban számos reformot hajtottak végre. Újraalapították a helyi egyetemet, amelyen most orvostudományi szakok voltak. 1806 májusában adták ki először horvát nyelven Zárában újságot, ennek címe Kraljski Dalmatin, azaz Királyi Dalmát.

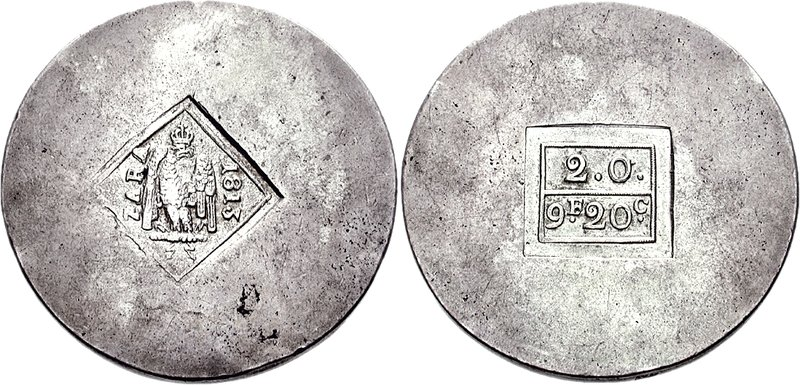
Zárai pénz 1813-ban

1813-ban az osztrák és angol csapatok megtámadták Napóleont és december 7-én az osztrákok bevonultak Zárába. Az osztrák uralom újkori Dalmát Királyság néven 1918-ig tartott. A dalmát szábor (alapítva 1861) ebben a városban székelt.
A városban 1816-ban gimnáziumot alapítottak, megalapították a Nemzeti Múzeumot (1832), befejezték a Zágráb-Zára utat (1833) és kiépítették az első modern vízvezetéket (1838).
1894 szilveszterén kigyúltak a városban az elektromos lámpák. Horvátországban ez volt az első ilyen rendszer.

### A 20. században

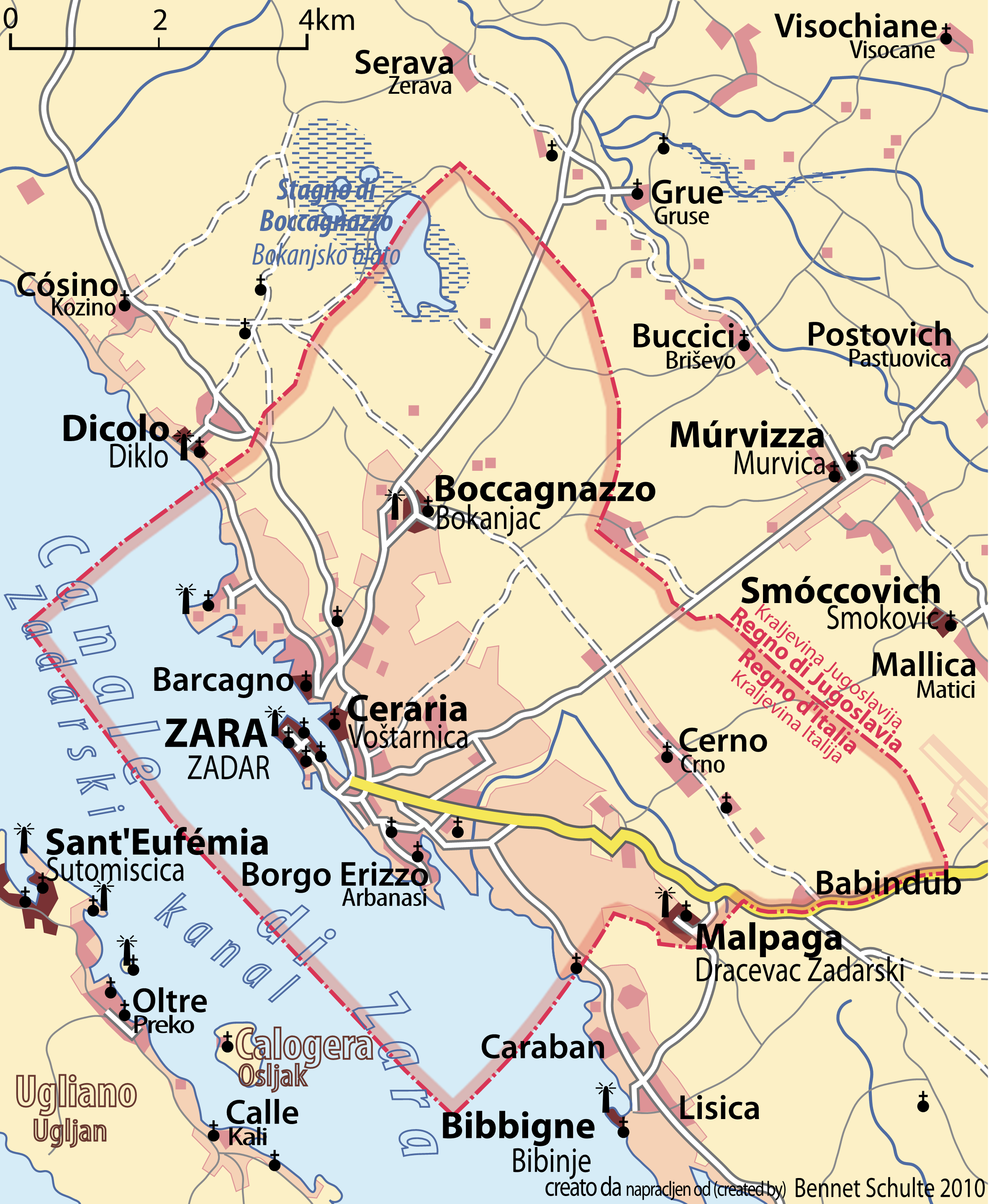
Zára térképe Olaszország részeként 1920–1947 között

Az első világháború végéig a város az Osztrák–Magyar Monarchia része volt. 1920-ban a rapallói egyezmény értelmében az Olasz Királysághoz került. 1921-ben szabad kikötői jogot kapott. A város fejlődése megindult a számos olasz és horvát bevándorlóval.
1943 és 1945 között a város 80 százaléka bombatámadások áldozata lett. A második világháború végén 6 ezer lakója maradt. Az olaszok kivándoroltak az anyaországba, azonban sok horvát is követte őket.
1947-ben a város Jugoszláviához került.
A jugoszláv polgárháború elején a szerbek Zára környékén teremtettek maguknak tengeri összeköttetést, ezt a horvátok 1993-ban az „Olajbogyó” (Maslenica) hadműveletben számolták fel végleg. A polgárháború óta a város Horvátországé.

## Népesség

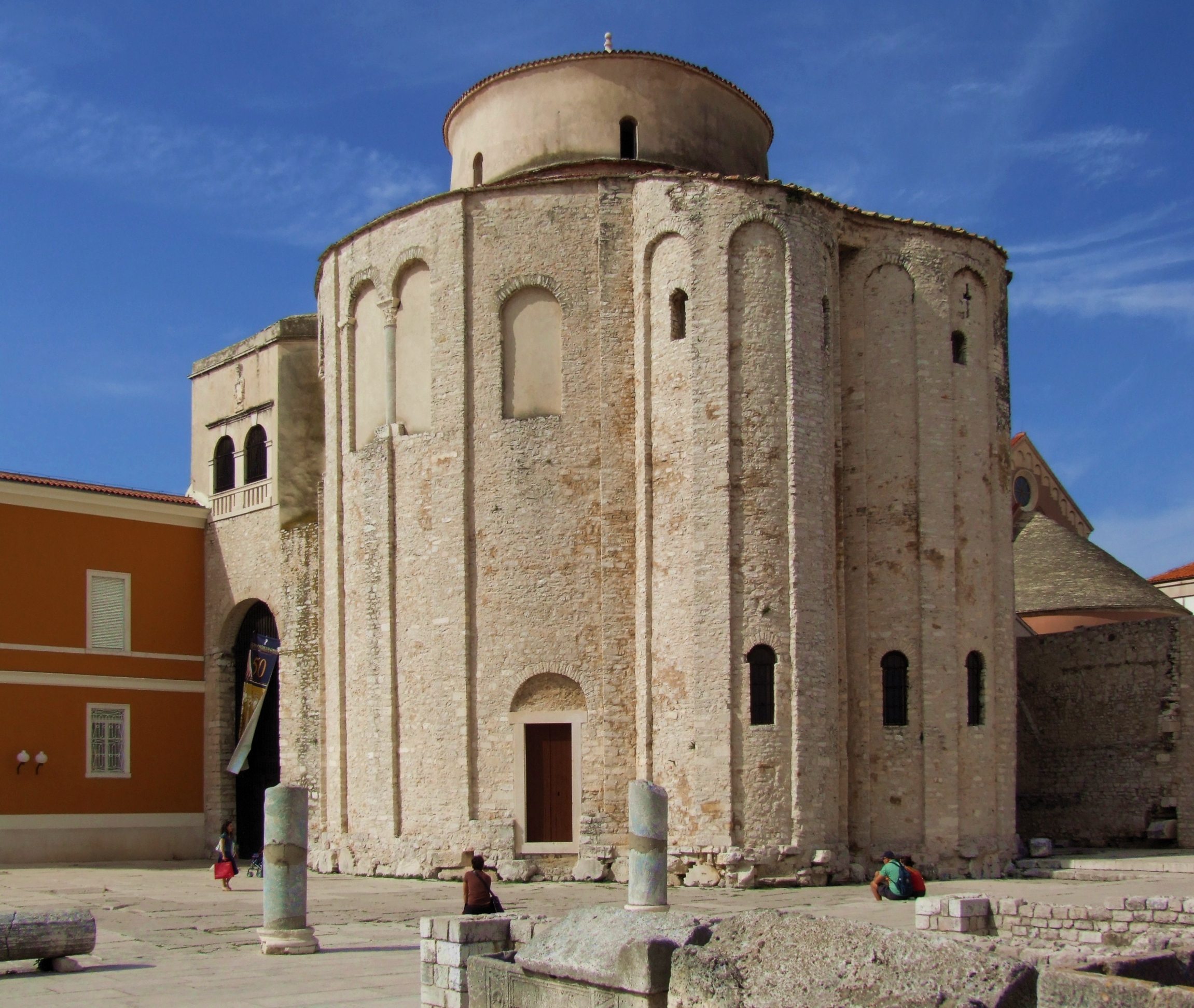
Szent Donát templom

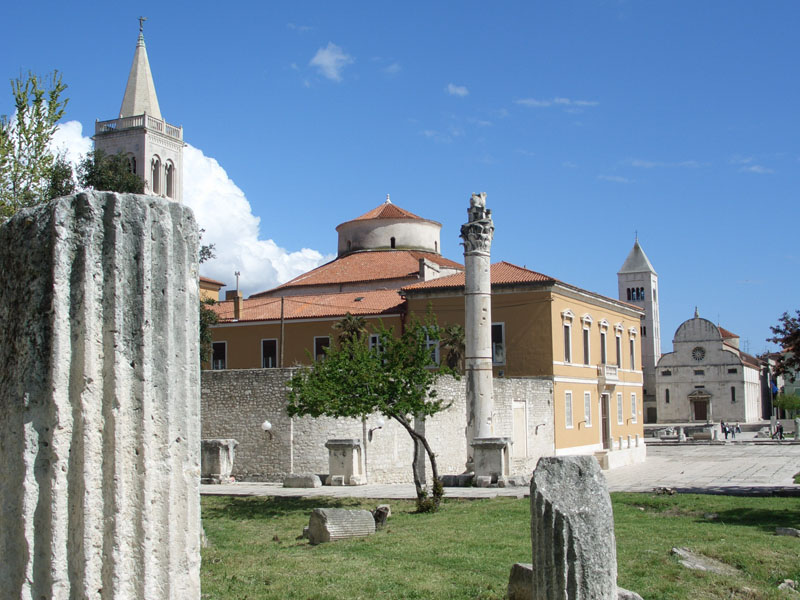
Fórum

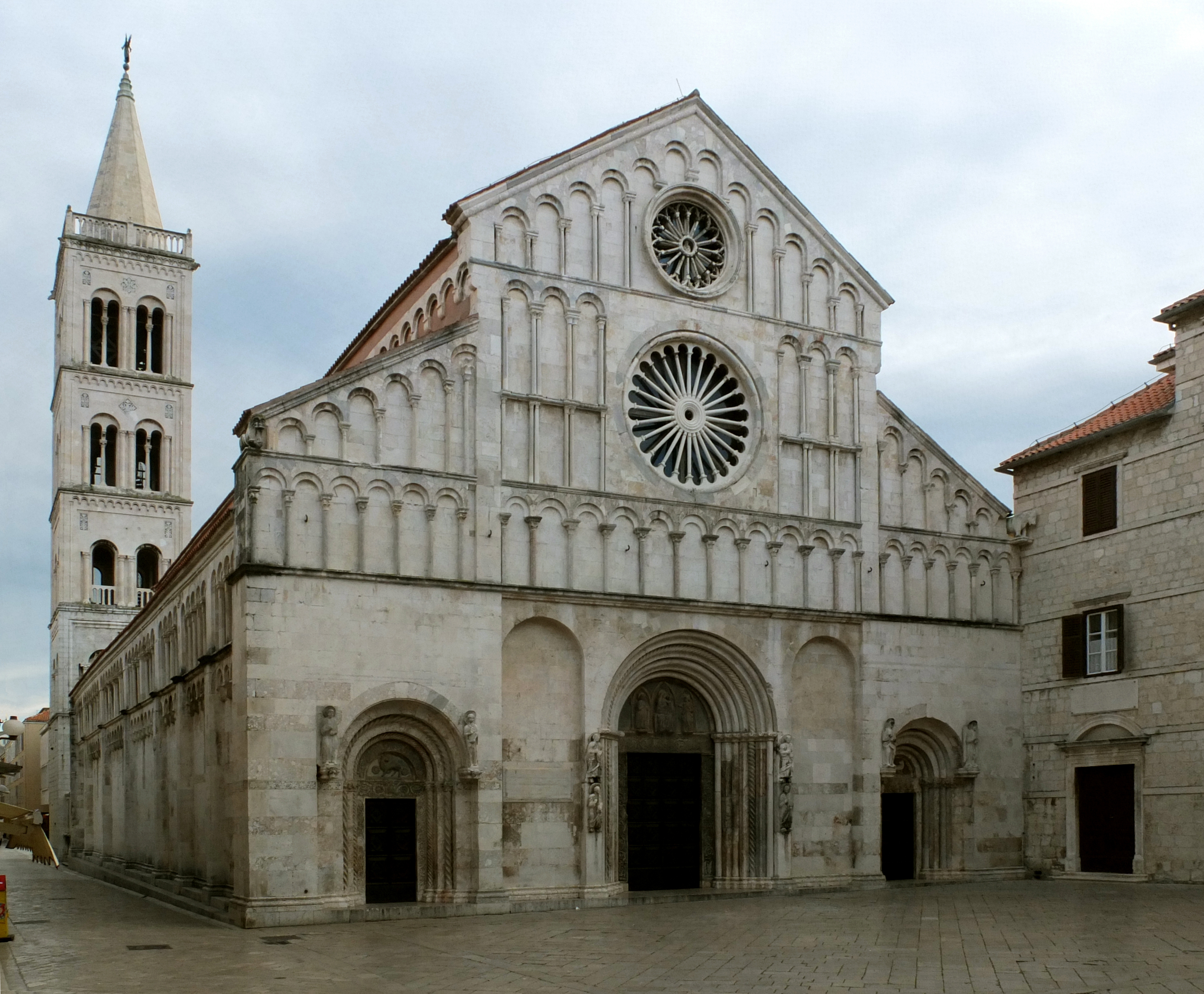
Szent Anasztázia-katedrális

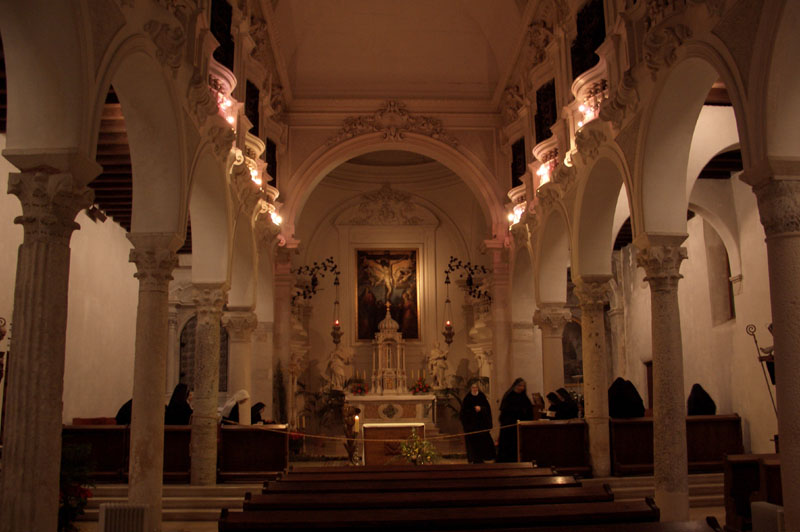
Szent Mária-templom belseje

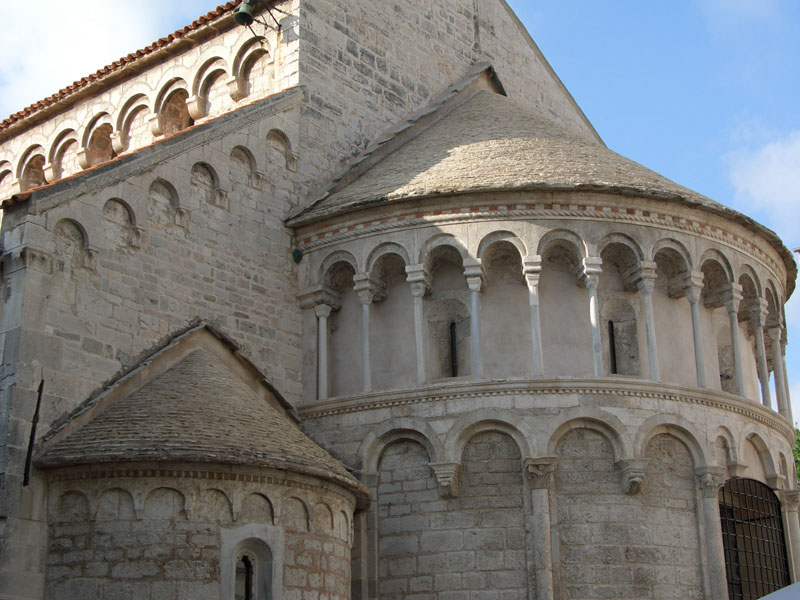
Szent Krševan

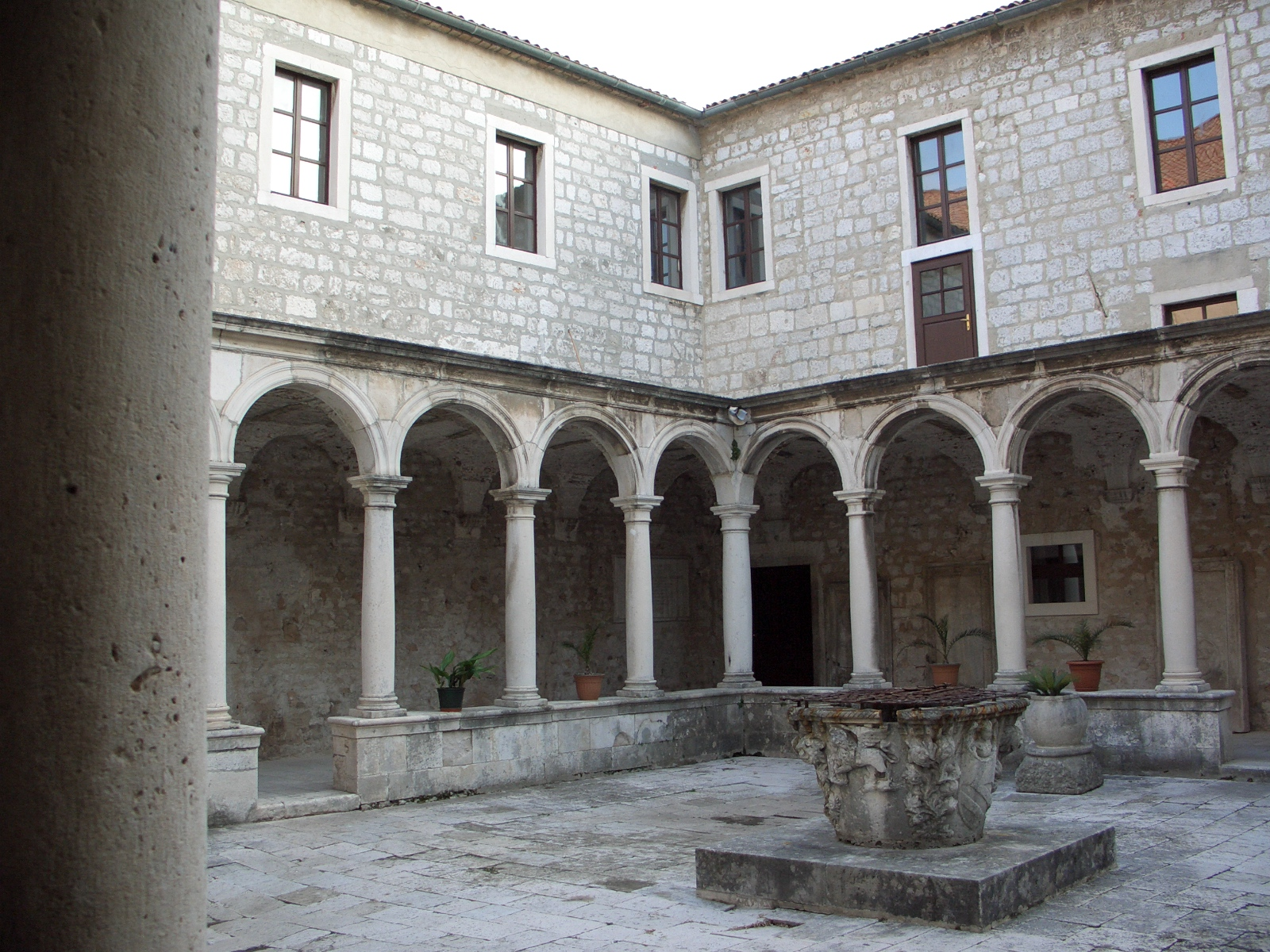
A Szent Ferenc-kolostor

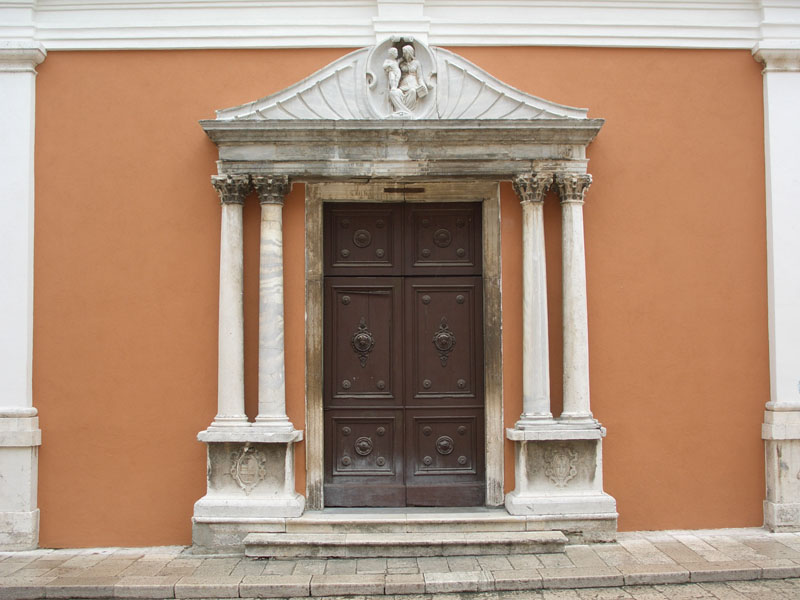
Szent Simon-templom

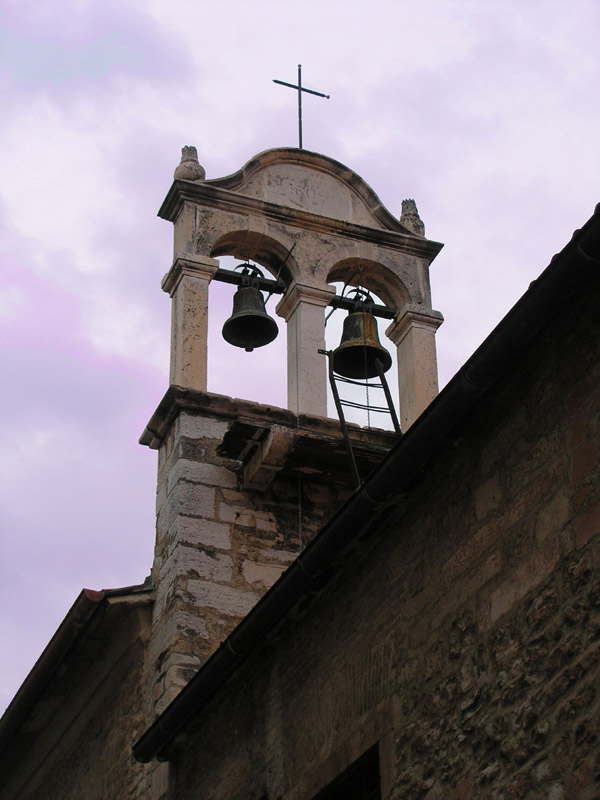
Szent Mihály-templom

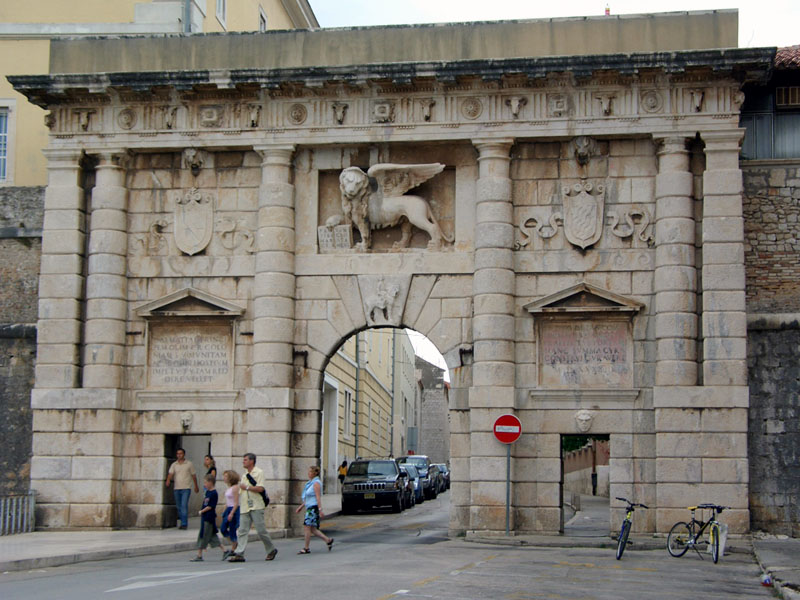
A Kopneni kapu

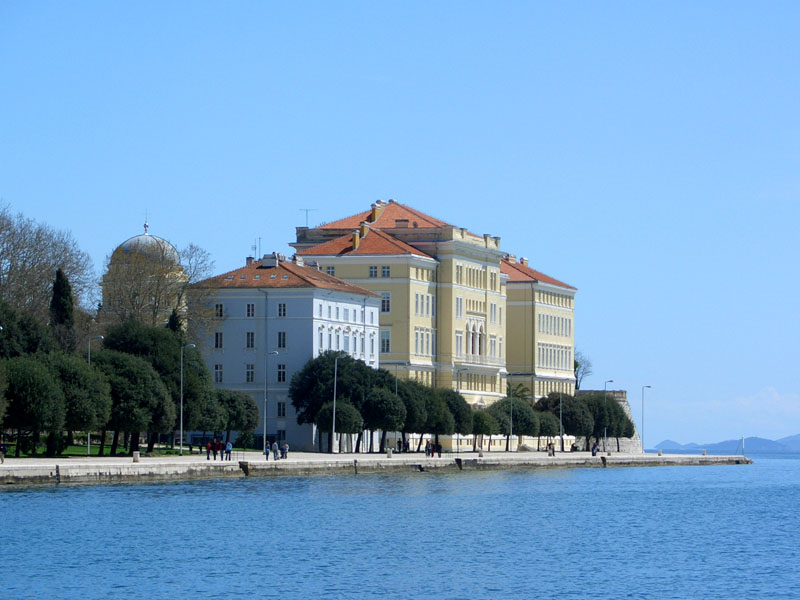
Zadari Egyetem épülete

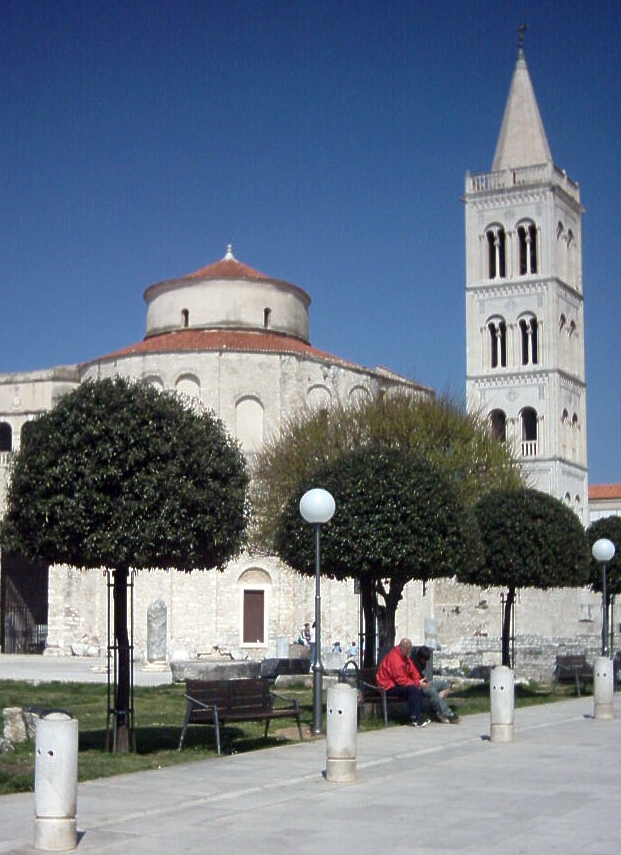
A történelmi belváros a székesegyházzal

1961-ben 25 000, 1971-ben 43 000, 1981-ben 60 000, 1991-ben 76 000 lakosa volt.
2001-ben 72 717 lakosa volt. 92,8% horvát, 3,3% szerb és 3,9% egyéb (albán, bosnyák és olasz) nemzetiségű volt.

## Gazdaság
- halászat
- dohánygyár
- likőrgyártás (maraschino).
- turizmus
- tankerkereskedelem
- tankerhajózás
- lignittermelés

Zára a horvát függetlenség előtt a tagköztársaság iparilag legfejlettebb városa volt. A háború után hamar újjáépült. Mióta megépült a Zágráb–Split-autópálya, a kereskedelem felgyorsult a fővárossal.

## Kultúra

### Fesztiválok
- Zenés Est a Szent Donátusban
- Zadari Kulturális Fórum
- Zadar snova - Nemzetközi színházi és művészeti fesztivál
- Zadari Színházi Nyár
- MMS - Melting metal summit

### Könyvtárak
- Városi könyvtár
- Tudományos könyvtár

### Múzeumok
- Archeológiai Múzeum
- Nemzeti Múzeum
- Az Egyházi művészet állandó kiállítása
- Néprajzi Múzeum
- Tengerészeti Múzeum

### Színház
- Bábszínház
- Horvát Színház

### Újságok
- Zadari lap (Zadarski list)
- Nemzeti lap (Narodni list)
- Zadari régió (Zadarski regional)
- Horvát lap (Hrvatski List)

### Mozi
- Győzelem

### Klubok
- Gotham
- Garden
- Arsenal
- Forum
- Shark
- Stress
- Vegas
- Maya pub
- Mango
- Go-Ga

## Oktatás

### Általános iskolák
- Oš Petra Preradovića
- Oš Šime Budinića
- Oš Šimuna Kozičića Benje
- Oš Bartula Kašića
- Oš Smiljevac
- Oš Stanović
- Oš Voštarnica
- Oš Krune Krstića

### Középiskolák
- Ante Kuzmanić Orvosi Iskola
- Érseki Gimnázium
- Zadari magániskola
- Tengerészeti Iskola
- Vladimir Nazor Gimnázium
- Franjo Petrić Gimnázium
- Juraj Baraković Gimnázium
- Vicak Zmajević Gimnázium
- Képzőművészeti Iskola
- Gojak Matulina Ipari Iskola
- Vica Vlatković Szakiskola
- Technikai Iskola
- Turisztikai Iskola
- Közgazdasági-irodai Kereskedelmi Iskola

## Nevezetességei
A városban számtalan nevezetesség található, közöttük sok olyan, amely az ókorból származik:
- A Szent Donát-templom a város legismertebb szimbóluma. A 9. században kezdték építeni, azonban pontos adatok nem állnak rendelkezésre. A 15. századig a templomot Szentháromság templomának hívták. Az első írásos emlék a templomról a bizánci Bíborbanszületett Konstantin császár uralkodása (10. század) alatt keletkezett.
- A Szent Donát-templom és a püspöki palota előtt áll a fórum. Ezt a teret az i. e. 1. században hozták létre. A háromoldalú fórumon egy csarnok állt, ahol több szobor is ki volt állítva.
- A Kalelarga vagy Széles utca a legnagyobb és legismertebb zárai utca, amely kelet-nyugat irányú és a Nemzeti tértől a fórumig húzódik. A második világháborúban az utcában az összes épület megsemmisült, majd a háború után modern stílusban újjáépítették.
- A zárai főtér sarkán áll a 13. századi Ghirardini-palota,[10] melynek mára csak egy kétszintes szárnya maradt fenn, de valamikor sokkal nagyobb épület volt. A déli homlokzaton fennmaradt az eredeti román stílusú bejárati ajtó, a lunettával és sarló alakú boltívvel. A profilozott párkánnyal tagolt emeleteken újabb téglalap alakú ablakok sorakoznak. A nyugati homlokzaton található az első emelet legjelentősebb gótikus-reneszánsz erkélye, amely alatt a füzért hordó angyalokat ábrázoló domborművet Andrea Alessi műhelyének tulajdonítják.
- Az egyik legfontosabb középület a városőrség épülete[11] (Gran Guardia) a velencei uralom idején, 1562-ben épült az érett reneszánsz stílusában. A hagyomány szerint Giangirola Sanmicheli velencei építész tervezte. A földszinten egy kis előcsarnokot alakítottak ki, ahonnan át lehetett menni más helyiségekbe. 1798-ban megkezdődött a barokk stílusú torony építése az új óra számára. A tetőterasz felett harangokkal ellátott szerkezet található.
- Egy másik fontos nyilvános épület a főtéren a városi loggia[12] mely a 13. században említett középkori loggia alapjaira épült. 1565-ben Giangirola Sanmicheli tervei szerint az érett reneszánsz stílusában teljesen újjáépítették. A térre és az utcára néző két reprezentatív homlokzat három nagy reneszánsz boltívből áll, amelyek középső része a lépcsősoros bejárat. Belül egy 1600-ból származó bírói asztal és egy fali pad, fölötte pedig egy fülke található Szűz Mária szobrával.
- A Szent Anasztázia-katedrális homlokzatán gótikus stílusban faragott rózsák találhatók. Az épületet romantikus alakok díszítik ezen kívül. Dalmácia középkori építményeinek egyik legérdekesebbike, amelyet Dandolo dózse építtetett; benne képek az ifjabb Palmától és Carpacciótól. A harangtornya ma Zára egyik jelképe, amelyet a középkorban kezdtek el építeni, de csak 1892-ben fejeztek be. A tervezője Thomas Graham Jackson angol mérnök volt.
- A Szűz Mária bencés monostort[13] Čika Madijevac nemesasszony alapította 1066-ban. A háromhajós templomot 1091-ben szentelték fel. A monostor Könyves Kálmán király bőkezűségét élvezte a 12. század elején, amikor a király adományának köszönhetően Čika lánya, Vekenega harangtornyot építtetett. A hölgy 1111-ben elhunyt, az ő sírboltja a templomban található. Az archívumok nagy értéket jelentenek, mivel a 11. századi horvát királyokról sok adat megtalálható bennük. A harangtornyot a 15. században megújították, a templomot pedig a 16. század elején és a 18. században építették át. A templom megőrizte a korai román stílusú bazilika formáját, a reneszánsz átalakítás pedig fő homlokzatot és déli homlokzatot érintette. A második világháborúban nagy károkat szenvedett a templom, de újjáépítették. A kolostorban állandó egyháztörténeti kiállítás nyílt, amely „Az arany és ezüst Zára” néven ismert.
- A háromhajós Szent Krševan-templomot[14] a Benedek rendiek építették román stílusban. 1175-ben szentelték fel a zárai vértanú emlékére. A homlokzata egyszerű, a templom déli részében nagy tér található. A belseje román-bizánci stílusú freskókat rejt. Az oltár 1701-ben épült, amelyet 1717-ben 4 nagy szoborral toldottak meg. A szobrokat Alavise Tagliapieta készítette. A harangtornyot a 15. században kezdték el építeni, de sosem fejeztek be.
- A Szent Simon-templom[15] egy kora keresztény háromhajós bazilika, mely az 5. században épült, majd átépítették Szent István-templommá gótikus stílusban a 14. században. A mai formáját a 16. században nyerte el, amikor barokk stílusban építették át. A főoltáron Szent Simon képe található, itt pihennek a város védőszentjének csontjai egy ezüst koporsóban. A templomtól délre található a római lépcső, amelyet 1729-ben építettek.
- Az Assisi Szent Ferenc-templom és kolostor[16] a város nyugati végén fekszik. Dalmácia legrégibb gótikus temploma. 1280-ban szentelték fel. A főoltár mögött van az 1672-ben épített szentély. A kolostor térbeli szerkezetét a templom a harangtoronnyal, a kolostorszárnyakkal körülvett kerengő és egy gazdasági udvar alkotja. A templom finoman faragott kövekből épült, a homlokzatot a barokk stílusjegyekkel rendelékező portál és fölötte található hosszúkás gótikus biforáma tagolja. A reneszánsz kolostor 1556-ban épült. A kolostorban gazdag kincstár található.
- A Szent András és Péter-templom[17] két részből áll, amelyek közül az elülső rész a régebbi, egy 5./6. századi ókeresztény oratórium. Ehhez kapcsolódik a hátsó, 9. századi Szent András-templom, egy egyszerű, téglalap alakú épület, félköríves apszissal és félkupolás boltozattal, amelyen keresztül lehet belépni a Szent Péter-templomba. Ez utóbbi egy kéthajós templom, két belső apszissal és egy boltíves hajóval. Négy boltszakaszra oszlik. Építése során több római kőtöredéket használtak fel, a falakon pedig 12. századi freskók maradványai találhatók. Mai formáját a 17. században nyerte el.
- A Szent Mihály-templomot[18] és kolostort már a 12. században említik, de a mai épületet csak 14. század végén kezdték építeni gótikus stílusban. Egyhajós épület téglalap alakú szentéllyel. Legreprezentatívabb része a főhomlokzat, mivel a főportált neogótikus stílusban építették át a Sulmonai Pálnak tulajdonított eredeti lunettával, szentek figuráival díszítve. A templomban egy 13. századi feszület található. A kolostorban egy kisebb művészi gyűjtemény található.
- A Kopneni-kaputól nyugatra található a gótikus Szent Domonkos-templom.[19] A templom egyhajós épület, amelynek 1280-ban szentelték fel téglalap alakú szentélyét (az eredeti titulusa Szent Platón volt), jól szemlélteti a dalmáciai gótikus szakrális építészetet. Szentélye keresztboltozatos, míg a hajót a nyitott tető borítja. A homlokzaton lévő portálon sarló alakú román kori boltív, felül pedig egy nagy rozetta található. A templomot a 19. század elején kaszárnyává építették át. A mellette levő domonkos kolostorban hozták létre a város első egyetemét 1396-ban. A második világháborúban a kolostort egy bombatámadás során elpusztították .
- A Szent Illés-templom[20] egy ortodox templom, melyet a fórumtól nem messze találhatunk és amelyet a 16. században építettek fel görög kereskedők. A 18. században a szerbek vették át a templom igazgatását, majd  1773-ban késő barokk stílusban átépítették. A keleti homlokzat és a szentély öleli az 1754-ben épített barokk harangtornyot, amely a loggia fölötti a piramis alakú toronysisakot viselő nyolcszögletű dobban végződik. Az épület egyhajós, mennyezete stukkóval díszített. A keleti rítusú templom 1811-ben készült értékes márvány ikonosztázzal rendelkezik, melynek készítője Mihajlo Speranza volt. A templom mellett egy épület található, amelyben a keleti rítusra jellemző értékes liturgikus tárgyakkal rendelkező kincstár található.
- A Szent Marina templomrom a római Biba-Jader vízvezeték nyomvonalán helyezkedik el. Hosszúkás épület volt, keleten félköríves apszissal. A legmagasabb fala 65 cm. A templom a 14. század első évtizedeiből származó késő román stílusú épület, amelyet a törökökkel folytatott háborúk során lebontottak.[21]
- A Szent Anasztázia (Stošija)-templom romja. A templom kétszintes épület volt, amelyet egy ókori ciszterna átalakításával hoztak létre egy római villa területén. Hátsó részén trapéz alakú apszis található félkupolás fedéssel. A ciszterna boltozatán egy felső templomot is építettek, négyszögletes alaprajzzal, és kiugró félköríves apszissal. Az apszis és a templom maradványainak építési technikája jellemzően román stílusú. Ez az épület az egyik legérdekesebb példa arra, hogy egy ősi épületet keresztény templommá alakítottak át.[22]
- A Szent Lőrinc (Lovre)-templom a kora középkor egyik legeredetibb építészeti emléke. A koraromán és a román stílus elemei egyaránt láthatók rajta. Hosszirányú alakú, a belső tér két rövid oszlopsor által alkotott pszeudobazilika, háromhajós felosztásával. Az apszis téglalap alakú, félkupolával boltozott, mellette pedig két kis pasztofórium található. A falfelületeket lizénák és vakárkádok tagolják, a templom előtt pedig narthex található a harangtoronnyal.[23]
- A Szent Simon és Júdás Tádé-templomot[24] a 17. század elején építették, majd 1769-ben alaposan felújították. Az egyhajós hosszanti térhez keskeny, négyzet alakú sekrestye épült. A nyugati homlokzaton egy egyszerű portál mellett egy velencei oroszlánt ábrázoló kőbélyeg található. Az oldalhomlokzatokat két íves ablaktengely tagolja. A berendezésből értékes a késő barokk márványoltár. A templomtól kissé távolabb található a négyzet alaprajzú, kőtömbökből épült harangtorony, melynek első emeleti részét nyílások tagolják.
- A Gyógyító Boldogasszony-templom[25] magja egy reneszánsz kori rotunda, amelyet 1582-ben építettek, és amelyhez kelet felé 1703-ban építették a hosszanti egyhajós teret. A 18. század első felében barokk stílusban építették át. A homlokzat szabályosan faragott kőből készült. Oromfala fölött akrotérionként három angyal szobra van elhelyezve. A rotunda hátsó részéhez harangtornyot építettek, amely hagymakupolában végződik. A szentélyben a barokk oltáron Blaž Jurjev 1447-ben készített „Egészségünk Szűzanyja” képe látható.
- A Nagyboldogasszony-templomot (Malinskai Boldogasszony)[26] a 12. század dokumentumok már említik, 1215-ben a keresztes háborúk után, majd a 14. és 15. században átépítették. Végül a 18. század közepén nyerte el mai barokk formáját, amikor a közelében nyári rezidenciát felépítő Querini kormányzó tulajdonába került. A templom négyszögletes alaprajzú, téglalap alakú szentéllyel és keleti oldalán sekrestyével. A templomban Sturarius kanonok Nikola Firentinacnak tulajdonított sírköve, valamint az udvaron egy korabeli kútkáva található. A főoltáron álló a Szűz Mária-ikon P. Veneziano műve.
- A Szent Tamás-templom[27] maradványai ma a Krnaturić utca 13. szám alatti lakóépület földszintjén helyezkednek el. Története során a háromhajós ókeresztény bazilika Szent Szilveszter és a Szent Kereszt tiszteletére volt szentelve. A 19. század elején iskolává építették át. Napjainkban az épületben bank működik, amelynek belső terében megmaradtak a templom hét oszlopának maradványai a négyszögletes oszlopfőkkel és félköríves apszissal. A homlokzaton három portál maradványai találhatók, amelyek közül a középső gótikus jellegzetességekkel rendelkezik, az oldalsók pedig félkörívesek. A délnyugati homlokzat három eredeti biforámát őriz.
- A Szent Kelemen-templom maradványai. A templom alaprajza szerény méretű templomra utal. Megmaradt falai mintegy 1 méter magasan állnak. A külső felület tagolatlan, míg a belső téglalap alakú teret a pilaszterek két részre osztják. A keleti oldalon félkör alakú apszist alakítottak ki. A templom a román építészet műemlékei közé sorolható.[28]
- A Stomoricai Szűz Mária templom romjai a 11. századból. A templomot a 16. században a városfal építésekor  bontották le. A maradványokat kb. 1,50 m magasságban tárták fel és konzerválták. A templom kör alakú volt, öt félköríves apszissal, valamint egy téglalap alakú előcsarnokkal, amelyhez derékszögben az átrium és egy kissé keskenyebb keresztirányú épületrész csatlakozott.[29]
- A városfalak egy része a római, egy része pedig a középkorban készült. A legnagyobb része 16. századi. A várfalnál található a kapitány tornya, a déli része a Foše-kapucska, ahol a Kopneni kapu áll. Nem messze ettől, közel a Szent Krševan-templomhoz található a tengeri kapu 1573-ból.
- A Citadella[30] a két középkori zárai erődítmény egyike, amely a város délkeleti sarkában található. Az erőd a 15. században épült, egy régebbi erőd helyén, tágas udvarral, magas falakkal és tornyokkal körülvéve. Az erődbe egy toronykapun keresztül jutottak be, két kapuval, felvonóhíddal, a kocsik és gyalogosok számára. A Citadella bekerült az újkori városi erődítmények közé is, és a 18. században kaszárnyát építettek hozzá, amelyből a dongaboltozatos kazamatákat meghagyták.
- A zárai erődítményrendszer része volt az a kerek torony,[31] mely a Nikola Tavelić utca mentén található. A torony a 17./18. században épült és bár a horvátországi háború idején súlyosan megsérült, ma is mintegy 10 méteres magasságban áll.
- A Szent Mária-kolostorban állandó egyházművészeti kiállítás található. A gyűjtemény a második világháborúban nagy károkat szenvedett.
- A Régészeti Múzeumot 1832-ben hozták létre a 7-12. századi időszakból felmaradt emléktárgyakból. Azonban vannak tárgyak a neolitikus korból is.
- A város főtere. A nyugati oldalán áll a Szent Lőrinc-templom a 11. századból, a városi őrség épülete 1562-ből és az óratorony a 18. századból. A tér északi oldalán található a városi tanács épülete 1934-ből.
- A Zárai Egyetem épülete. A tenger felől ez a hatalmas épület uralja a városi panorámát. Az épületet a bécsi építész Karl Susan tervezte. 1901-ben kezdték építeni és 5 évig tartott a munka. Az épület neoklasszicista stílusban épült „L” alakban.
- A Lánynevelő Intézet[32] a Szent-Demeter-kápolnával a 20. század elején épült neoklasszicista stílusban Karl Susan bécsi építész tervei alapján. A komplexum L alakú. Egy főépületből, a bentlakásos iskolából és főiskolából áll, két emeletes átjáróval, egy kápolnával és két oldalsó egyemeletes épülettel képez egy épületegyüttest. A tenger felé néző főépület egy monumentális ötemeletes épület, amelyen tizenhárom ablaktengely található. A monumentális portállal és kupolával rendelkező kápolna Zára legjellegzetesebbb klasszicista épülete.
- Jelentős terek: a Piazza dei Signori a szép Loggia publicával, amelyben a nyilvános könyvtár, a Paravia van elhelyezve és a városházzal, továbbá a Piazza delle Erbe a püspöki palotával.
- A Špire Brusine utcában álló kétemeletes Nassis-palota[33] eredetileg középkori épület, amelyet a 15./16. században alakítottak át. Az épület legértékesebb részei a késő gótika és a reneszánsz korszakához tartoznak. A palotának belső udvara van, amely egy értékes, késő gótikus portálon keresztül érhető el. Az első emeleten egy nagy monoforáma, a másodikon harmonikus késő gótikus stílusú biforáma található. A 18. században a homlokzaton több négyzet alakú ablakot nyitottak, az udvaron pedig kőből faragott kútkávát helyeztek el.
- A Grisogono család gótikus-reneszánsz palotája[34] két kisebb középkori ház helyén épült. A palotának ciszternával és kútkávával rendelkező belső udvara van, amelyet négy, kétszintes épületszárny határol. Az északi és nyugati szárnyak mentén az udvar felőli oldalon egy tornác található galériával, amely az emeletek közötti közlekedést biztosítja. A palotában több gótikus-reneszánsz jellegű építőelem maradt fenn. Közülük a díszes ablakokat Andrea Alessi műhelyének tulajdonítják.
- A Nagy Arzenál[35] épülete a kikötői létesítményekhez tartozik. Rendeltetése szerint egy nagy raktár, mely a Lančana-kapun belül épült. Az épületet a 16. században emelték, mielőtt még a vár védőcsatornáját ciszternáknak használták volna. 1752-ben Balbi kormányzó idejében kibővítették. Új kőhomlokzatot is építettek hozzá kétágú, szimmetrikus lépcsővel. Az arzenál épülete a velencei időszak legnagyobb megmaradt kikötői létesítménye Észak-Dalmáciában.
- A Carska fontana[36] egy monumentális, kör alaprajzú, kupolás reneszánsz épület, mely a Zárai-csatorna partján, Kolovar területén található. Az épület egy kutat fed le, amelyről a középkorban a hajók vízszükségletét látták el. Zára városparancsnoka, Agostino Canal (1546-1547) építtette, egy falazott pavilonnal borított forrás fölé. A szökőkút falköpenye a tenger felé eső részen 9 nyílással, oszlopokkal és ívekkel van kialakítva. A kupola 8,8 méter átmérőjű, és 7,95 méter magas. Az épület közelébe 1790-ben kőből mólót építettek. Maga a kút kissé szabálytalan nyolcszög alakú.
- A félsziget délnyugati csücskén találhatók a Szent Miklós-templom[37] és a kolostor maradványai. A templom egy háromhajós, bazilika típusú épület, keleti oldalán, a szentély mellett harangtoronnyal. A kolostor hátsó épületszárnyaival 1760 után épült A. Piovesan tervei szerint a klasszicizáló barokk stílusban úgy, hogy a 14. századból származó háromhajós templom maradványaira építették. A templomban több koraromán előtti kődombormű található. A harangtorony egy kőtömbökből épült három emeletes román stílusú építmény, mely valószínűleg a 12. századból származik.

## Híres emberek

### Politikusok
- Jelena Slavna, horvát királynő (* ? – † 976. október 8.), II. Mihajlo Krešimir király felesége
- Ante Gotovina, horvát tábornok
- Spiridion Brusina, (1845–1908), zoológus
- Georg von Trapp, korvettkapitány (családja történetéből született A muzsika hangja)
- Dragutin Blažeković, osztrák politikus, Dalmácia kormányzója
- Ludwig von Welden báró, Zadar katonai vezetője.
- Zvonimir Šuljak, a Zadar na starim razglednicama szerzője
- Marko Perić, Horvátország legjobb szakácsa
- Lepa Smoje, Miljenko Smoje felesége
- Bernard Kotlar, művész
- Šime Gržan, kapitány
- Abdulah Seferović, Zadar krónikása

### Egyházi méltóságok
- Szent Donát Zára püspöke
- Simeone Duca, jótevő
- IV. János pápa, a városban született (†642. október 12.)
- Šimun Kožičić
- Marijan Oblak, zárai érsek
- Ivan Prenđa, 68. zárai érsek
- Vicko Zmajević, (1670–1745), zárai érsek

### Zeneművészet

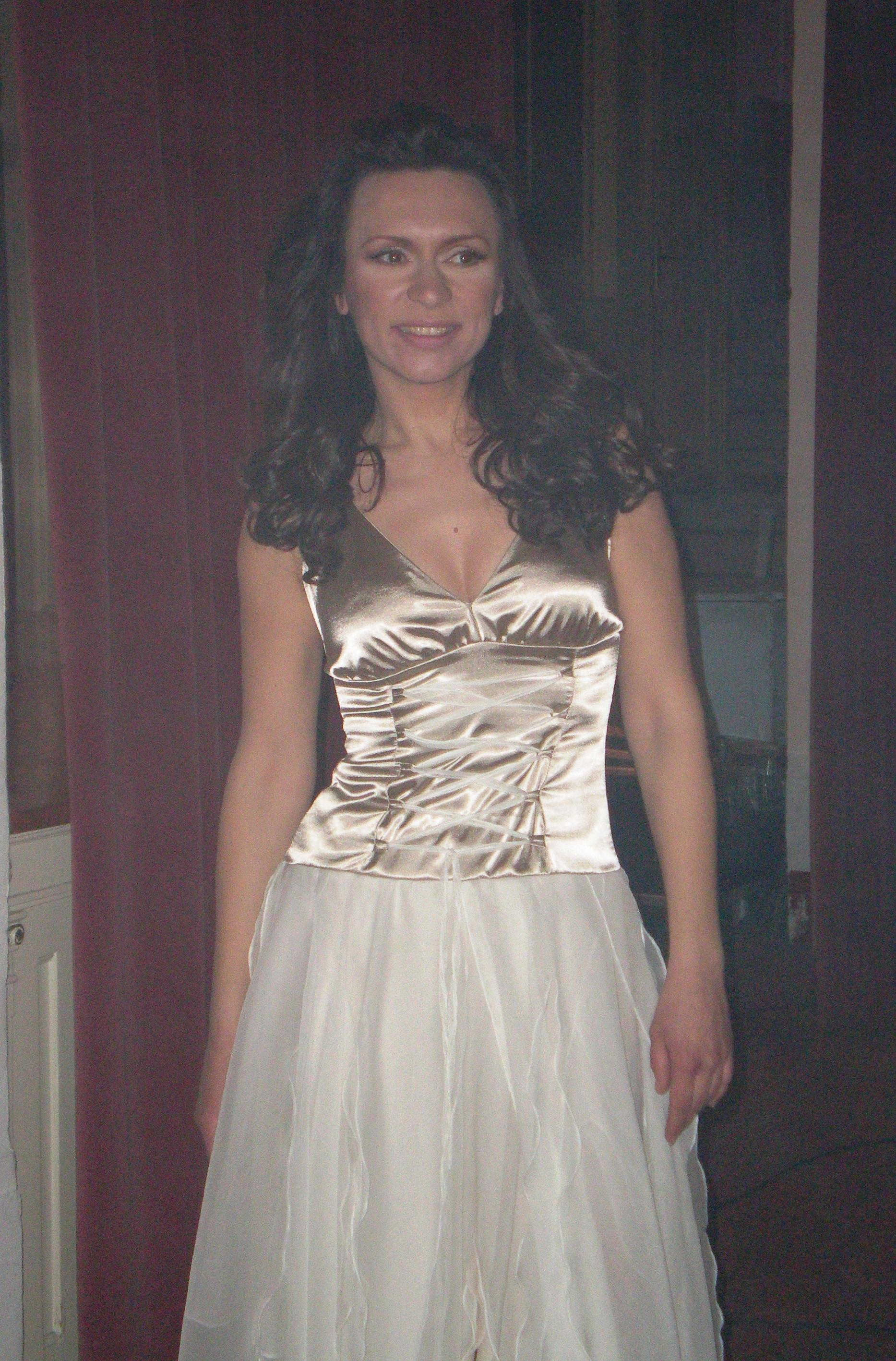
Emilija Kokić

- Blagoje Bersa (*1873-†1934), zeneszerző és tanár
- Vladimir Bersa (*1864-†1927), zeneszerző
- Riccardo Bonicioli, operaszerző
- Maja Dešpalj-Begović, hegedűs
- Pavle Dešpalj, karmester és zeneszerző
- Valter Dešpalj, csellista
- Ivan Repušić, karmestes, (HNK Split operaigazgatója)
- Natali Dizdar, énekesnő
- Mladen Grdović, énekes
- Tomislav Ivčić, énekes
- Vedran Ivčić, énekes
- Damir Marušić, karmester (HRM Split zenekar)
- Zoran Jelenković, énekes
- Dalibor Musap, zongorista, RIVA együttes alapítója, 1989-es Eurovíziós dalfesztivál győztese
- Duško Lokin, énekes
- Đani Maršan, énekes és diplomata
- Bepo Matešić, énekes
- Davor Pekota, énekes, a „Forum” zenekar tagja
- Ivan Salgetti Drioli, zeneszerző
- Jurica Šoša, zongorista
- Renato Švorinić, bőgős
- Marina Tomašević, énekesnő
- Emilija Kokić, énekesnő
- Felix von Weingartner (1863–1942), karmester és zeneszerző
- Petar Vrbančić, hegedűs és tanár

### Színészek
- Antun Nalis (1911–2000)
- Josip Genda, (1943–2006)
- Barbara Vicković
- Linda Begonja (*1972)
- Ivana Buljan Legatti

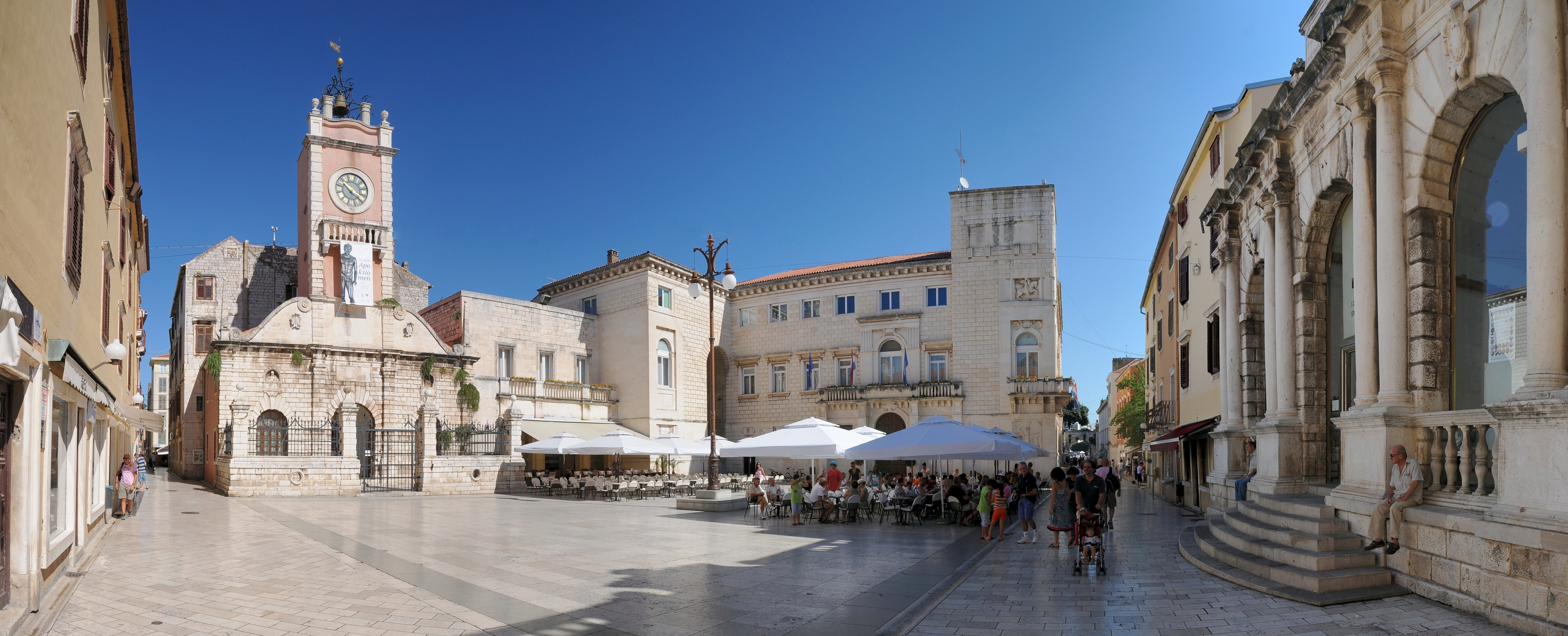
A Nemzeti tér (Narodni trg)

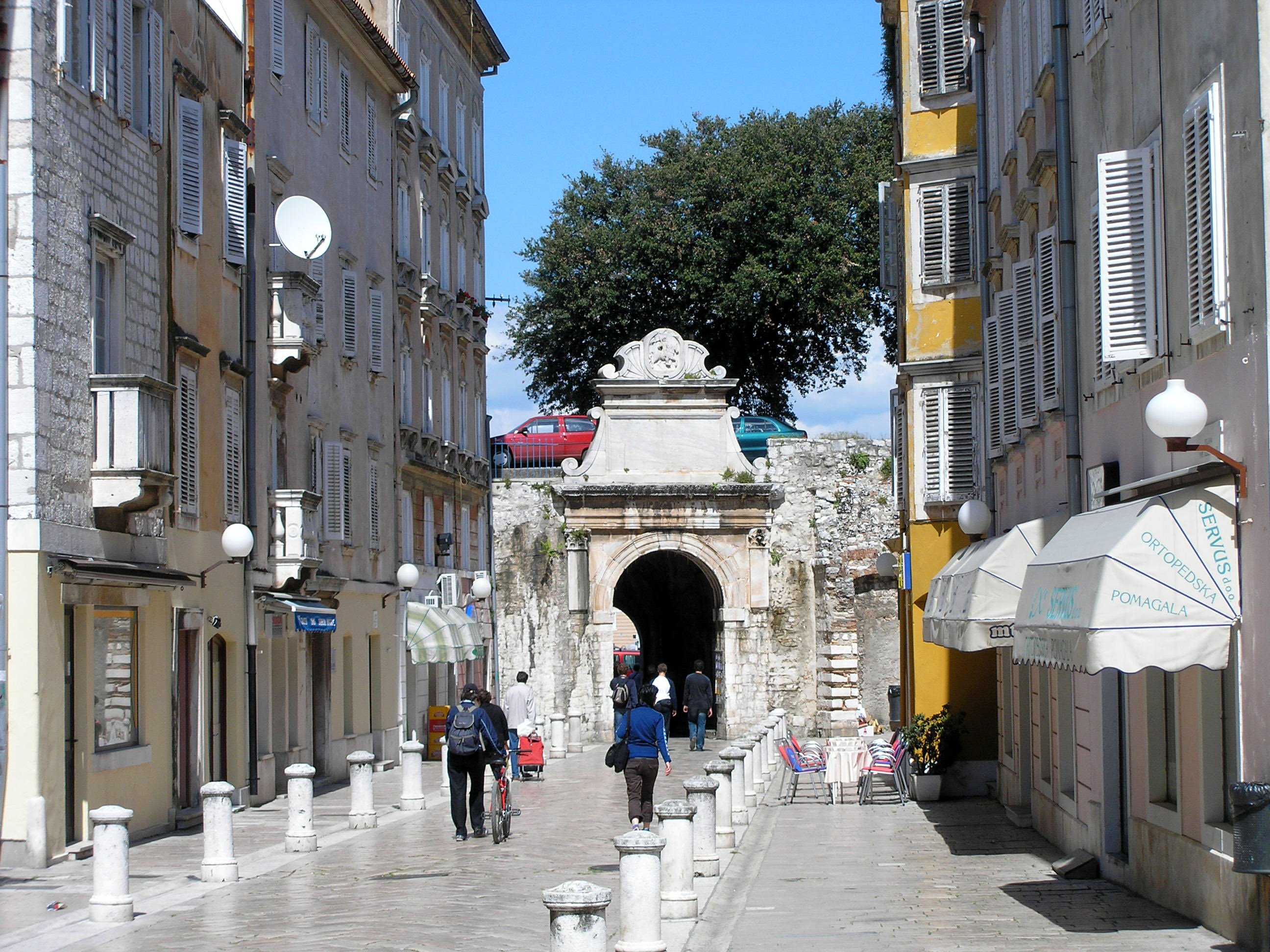
A tengeri kapu

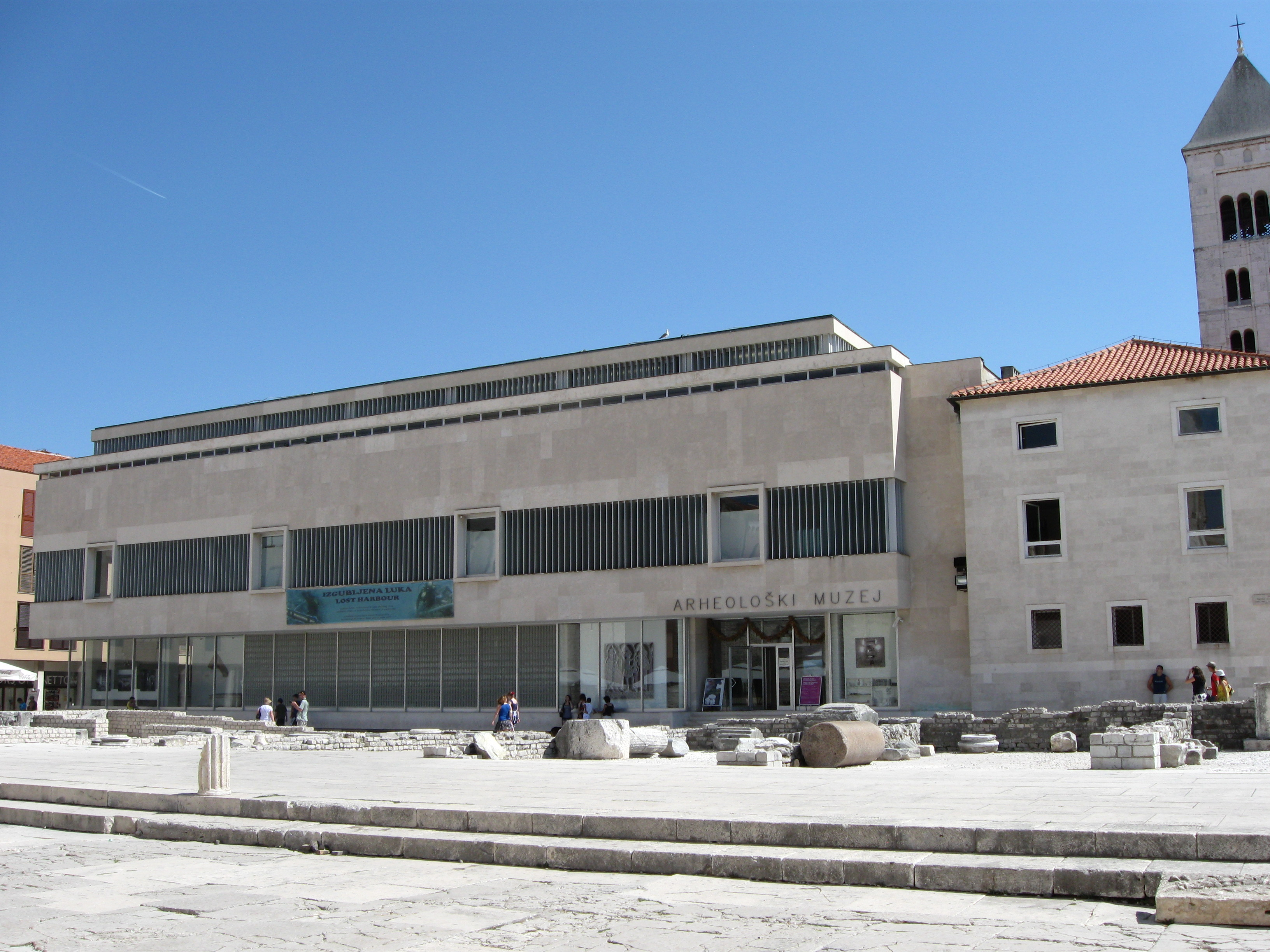
Archeológiai Múzeum

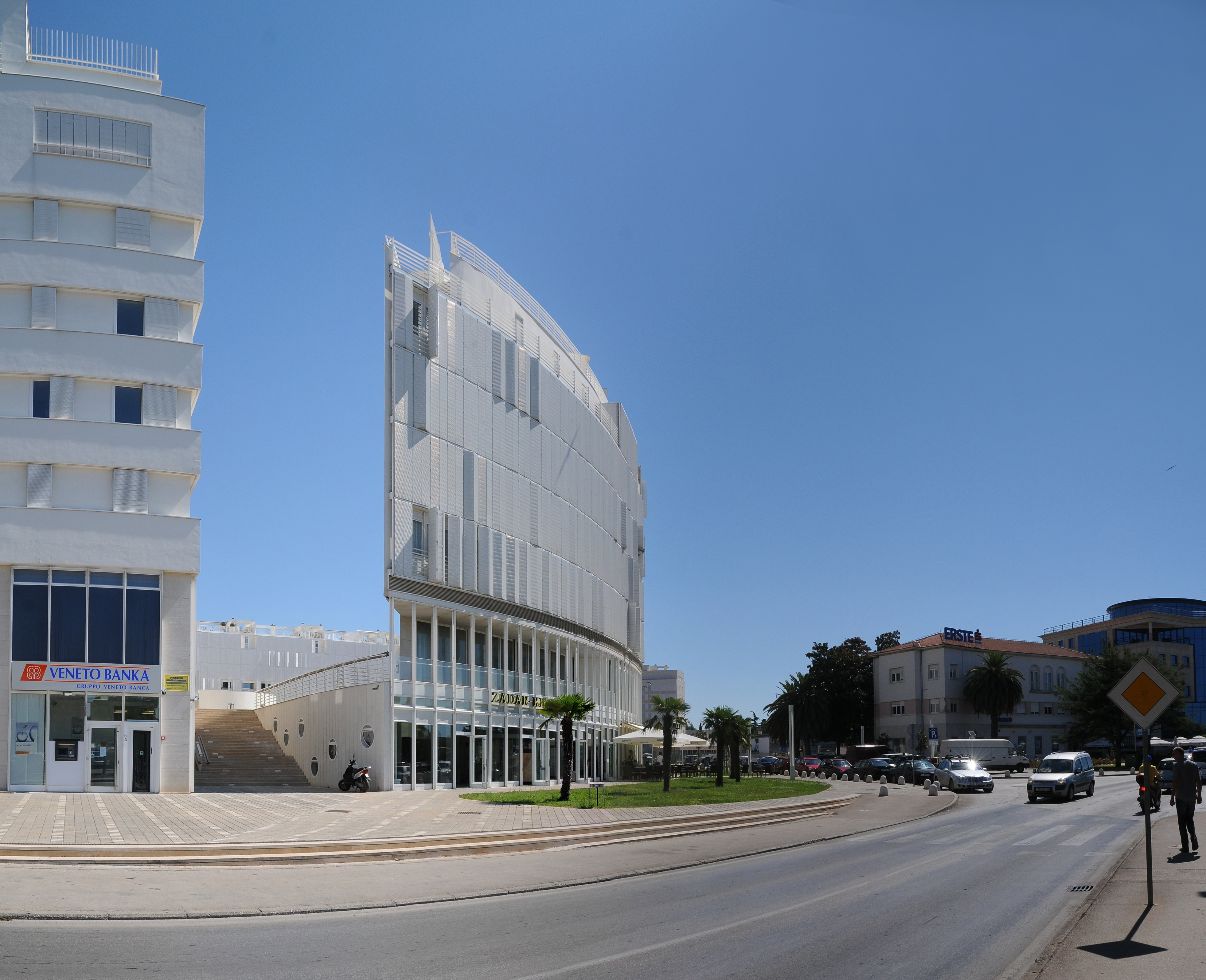
Banknegyed

- Gianni Garko (1935. július 15.– ) (eredeti nevén Giovanni Garcovich) horvát származású olasz színész, aki a spagettiwesternjeivel lett népszerű

### Építészek
- Juraj Dalmatinac, (15. század – 1473/75), szobrász és építész
- Lucijan Vranjanin és Franjo Vranjanin (Laurana), szobrászok és építészek

### Irodalmárok
- Ivan Aralica, (1930–)
- Juraj Baraković, (1548–1628), reneszánsz költő
- Josip Bersa (*1862-†1932), archeológus és irodalmár
- Šime Budinić, (između 1530. i 1535–1600.)
- Vladan Desnica, (1905–1967)
- Brne Karnarutić, (1515–1573)
- Giuseppe Sabalich, (1856–1928)
- Jeronim Vidulić, (†1499), költő
- Petar Zoranić, (*1508- †1543-1569 között), irodalmár
- Slavko Mikolčević, (1919–)
- Zlatan Jakšić, (*1924. – †2007)
- Joja Ricov, (1929–)
- Julije Derossi, (1928–)
- Nikica Kolumbić, (1930–)
- Roko Dobra, (1930–)
- Romano Mrkić, (1935–)
- Miljenko Mandžo, (*1936-†2003)
- Vladimir Pavić, (1938– +?)
- Mirko Vidović, (1940–)
- Pavao Despot, (1942–)
- Tomislav Marijan Bilosnić, (1947–)
- Ivica Jeremija Matešić, (1959–)
- Robert Bacalja, (1962–)
- Helena Roguljić-Visković, (1964–)
- Senka Paleka-Martinović

### Politikusok
- Ingrid Antičević-Marinović, Horvátország volt igazságügyi minisztere
- Josip Gjergja, diplomata és politikus
- Božidar Kalmeta, közlekedési, tenger és turizmus minisztere; a város polgármestere
- Budimir Lončar, diplomata
- Ana Lovrin, igazságügyi miniszter, korábbi polgármester
- Ivica Maštruko, diplomata
- Joso Škara, Horvátország munkaügyi minisztere

### Festők
- Andrija Medulić "Schiavone", (* Zára, 1510-1515 - † Velence, 1563)
- Franjo Salghetti Drioli (1811–1877)
- Giovanni Smirich (1842–1929)

### Sportolók
- Romano Bajlo, olimpiai evezős
- Saša Bjelanović, Ascoli labdarúgója és horvát válogatott
- Mario Budimir, volt horvát válogatott vízilabdás
- Marijan Buljat, horvát válogatott labdarúgó és a NK Dinamo labdarúgója
- Petar Cupać, olimpiai vitorlázó
- Krešimir Ćosić, kosárlabdázó
- Giuseppe Gjergja, kosárlabdázó és korábbi horvát válogatott
- Josip Pino Grdović, legendás zadari kosárlabdázó
- Arijan Komazec, korábbi horvát válogatott kosárlabdázó
- Emilio Kovačić, kosárlabdázó
- Hrvoje Perinčić, kosárlabdázó
- Korana Longin, legjobb horvát kosárlabdázónő
- Davor Marcelić, horvát válogatott kosárlabdázó
- Luka Modrić, labdarúgó, a horvát válogatott és a Real Madrid játékosa
- Veljko Petranović, korábbi kosárlabdázó
- Marko Popović, horvát válogatott kosárlabdázó; Žalgirisa (Kaunas) játékosa
- Zoran Primorac, horvát asztaliteniszező
- Dado Pršo, korábbi horvát válogatott labdarúgó
- Josip Skoblar, labdarúgó
- Enzo Sovitti, legendás zadari kosárlabdaedző
- Lucijan Valčić, kosárlabdaedző
- Stojko Vranković, korábbi horvát válogatott kosárlabdázó
- Jurica Buljat, NK Hajduk labdarúgója
- Dominik Livakovic horvát válogatott labdarúgó kapus, a Dinamo Zágráb kapusa

### Divat
- Ela Dušević, divattervező
- Nevena Dujmović, topmodell
- Ana Grbić, Miss Horvátország győztese
- Korina Longin, topmodell
- Ottavio Missoni, (Zadar, 1925), divattervező

## Sport
- Zadari Kosárlabda klub (KK Zadar)
- Zadari Labdarúgó klub (NK Zadar)
- Arbanasi Labdarúgó klub
- Tekeklub
- Donat Pingpong klub
- Zadar Pingpong klub
- Zadari Karate klub
- Zadari Kézilabda klub
- Uszkok Evezős Klub
- Veterani Zadar vízilabda klub
- Zadar 1952 vízilabda klub
- Jadran - Zadar Evezős klub
- Borik Puntamika Kosárlabda klub
- Zadar Úszóklub
- Jadera Úszóklub

## Testvérvárosai
- Reggio Emilia, Olaszország, 1972
- Romans, Franciaország, 1985
- Fürstenfeldbruck, Németország, 1989
- Székesfehérvár, Magyarország, 1997
- Padova, Olaszország, 2003
- Iquique, Chile, 2003
- Budapest VI. kerülete, Magyarország, 2015[38]